# Агопов Володимир Михайлович
Агопов Володимир Михайлович (нар. 23 листопада 1953, Ворошиловград) — фінський композитор вірменського походження.

## Біографія
Агопов Володимир Михайлович народився Ворошиловграді 23 листопада 1953 року. Музичну освіту здобув у Московській консерваторії, закінчивши її в 1977 році. Пройшов школу Арама Хачатуряна по класу «композиція» та Едісона Денисова по класу «інструментування». У 1978 році Володимир Агопов переїжджає до Фінляндії, де з 1988 року викладає в Академії музики імені Сібеліуса. Про популярність творчості свідчить те, що у 1985 році його п'єсу відібрали як твір фінського композитора для виконання у другому турі Міжнародного конкурсу скрипалів імені Сібеліуса.
У своїй творчості композитор поєднує пласти різних музичних культур, підкреслюючи тим самим актуальність утвердження національної самосвідомості в музиці. Про зв'язок музичної форми і музичного змісту композитор говорить так:
|  | форма - це те, що робить з твору власне музику |

 і
|  | хороший твір не вимагає ніякого змісту: він такий, який є |

.
Серед найбільш важливих творів Агопова — два струнних квартети, концерт для віолончелі з оркестром «Tres viae» (1984/1987), децімет (1997), соната для кларнета і фортепіано (1981).

## Нагороди і призи
- Sibelius Foundation
- Finnish Arts Council
- Finnish Cultural Foundation